# Xã Holland, Quận Kandiyohi, Minnesota
Xã Holland (tiếng Anh: Holland Township) là một xã thuộc quận Kandiyohi, tiểu bang Minnesota, Hoa Kỳ. Năm 2010, dân số của xã này là 338 người.